# CIEL (雑誌)
『CIEL』（シエル）は、KADOKAWA・角川書店レーベルから発行されている隔月刊漫画雑誌。また、同出版社から発行されていた隔月刊漫画雑誌『CIEL TresTres』（シエル トレトレ）についてもここで記述する。

## CIEL

### 概要
月刊Asukaの増刊号として1994年に創刊され、後に独立した。2016年11月30日発売の2017年1月号をもって紙媒体としては休刊となり、以降は電子書籍としてのみの発行となる。主に、BL作品、少女漫画作品が掲載されている。奇数月30日発売。本誌連載の単行本は、あすかコミックスCL-DXで刊行されている。

### 主な執筆陣
- 相葉キョウコ
- あべ美幸
- 影木栄貴×蔵王大志
- おおや和美
- 如月弘鷹
- 桜城やや
- 佐倉ハイジ
- 高城リョウ
- 高口里純
- 高永ひなこ
- 中村春菊
- ホームラン・拳
- 街子マドカ

### 映像化作品
| 作品                         | 放送年                 | アニメーション制作 | 備考    |
| ---------------------------- | ---------------------- | ------------------ | ------- |
| 世界一初恋〜小野寺律の場合〜 | 2011年（第1期・第2期） | スタジオディーン   | OVAあり |
| LOVE STAGE!!                 | 2014年                 | J.C.STAFF          |         |

| 作品         | 放送年 | 配給                           | 備考 |
| ------------ | ------ | ------------------------------ | ---- |
| LOVE STAGE!! | 2020年 | ユナイテッドエンタテインメント |      |

| 作品         | 放送年 | 制作 | 備考       |
| ------------ | ------ | ---- | ---------- |
| LOVE STAGE!! | 2022年 | N/A  | タイドラマ |

## CIEL TresTres

### 概要（TresTres）
『CIEL』の増刊号として2002年に創刊。偶数月末日発売。2014年6月30日発売の8月号をもって休刊となっている。

### 主な執筆陣（TresTres）
- 相葉キョウコ
- あべ美幸
- 天城れの
- 樹要
- 扇ゆずは
- 果桃なばこ
- 高城リョウ
- つげ雨夜
- 中村春菊
- 三島一彦
- みなみ遥
- 大和名瀬

### 映像化作品（TresTres）
| 作品                 | 放送年                 | アニメーション制作 | 備考                      |
| -------------------- | ---------------------- | ------------------ | ------------------------- |
| 純情ロマンチカ       | 2008年（第1期・第2期） | スタジオディーン   | OVAあり 第3期は他誌掲載時 |
| 八犬伝—東方八犬異聞— | 2013年（第1期・第2期） | スタジオディーン   |                           |
| SUPER LOVERS         | 2016年（第1期）        | スタジオディーン   |                           |
| SUPER LOVERS         | 2017年（第2期）        | スタジオディーン   |                           |

## 発行部数
2009年10月1日 - 2010年9月30日、29,500部
2010年10月1日 - 2011年9月30日、34,667部
2011年10月1日 - 2012年9月30日、35,834部
2012年10月1日 - 2012年12月31日、38,000部